# Péter Kiss
Péter Kiss (ur. 11 czerwca 1959 w Celldömölk, zm. 29 lipca 2014 w Budapeszcie) – węgierski polityk i inżynier, długoletni parlamentarzysta, działacz Węgierskiej Partii Socjalistycznej, minister w różnych resortach (1995–1998, 2002–2010).

## Życiorys
W 1983 Péter Kiss ukończył inżynierię na Uniwersytecie Technicznym w Budapeszcie. Pracował jako nauczyciel akademicki, był członkiem izby inżynierów oraz węgierskiego towarzystwa ekonomicznego.
Współzałożyciel Węgierskiej Partii Socjalistycznej, od 1992 był członkiem jej zarządu, a od 1994 wchodził w skład prezydium. W 1990 wybrany na radnego Budapesztu. W 1992 po raz pierwszy wszedł w skład Zgromadzenia Narodowego. Z powodzeniem ubiegał się o reelekcję wyborach w 1994, 1998, 2002, 2006, 2010 i 2014, zasiadając w węgierskim parlamencie do czasu swojej śmierci.
Od grudnia 1995 do lipca 1998 zajmował stanowisko ministra pracy w gabinecie, którym kierował Gyula Horn. W maju 2002 premier Péter Medgyessy powierzył mu funkcję ministra zatrudnienia i pracy, w marcu 2003 został ministrem kierującym kancelarią premiera. W czerwcu 2006 Ferenc Gyurcsány przekazał mu resort pracy i spraw społecznych. Od lipca 2007 do kwietnia 2009 Péter Kiss ponownie zajmował stanowisko ministra kierującego kancelarią premiera. Od kwietnia 2009 do maja 2010 był ministrem bez teki w rządzie, na czele którego stał Gordon Bajnai.